# Trịnh Hưng (Đông Hán)
Trịnh Hưng (chữ Hán: 郑兴, thế kỷ 1), tự Thiếu Cống, người Khai Phong, Hà Nam, học giả đầu đời Đông Hán trong lịch sử Trung Quốc. Ông là bậc đại Nho, được đời sau gọi là Tiên Trịnh để phân biệt với (Hậu) Trịnh Huyền (thế kỷ 2).

## Hưởng ứng Lục Lâm
Hưng thuở nhỏ học Công Dương Xuân Thu truyện, đến khi trưởng thành lại theo Bác sĩ Kim Tử Nghiêm học Tả thị truyện, dồn tất cả tâm lực, đã nắm được áo nghĩa của bộ truyện này, được bạn đồng trang lứa đều tôn làm thầy. Đời Tân, Hưng mang theo học trò theo Lưu Hâm học Tả thị truyện; Hâm khen tài của Hưng, khiến ông tham gia biên soạn Điều lệ, Chương cú, Huấn cổ và hiệu đính Tam thống lịch .
Nghĩa quân Lục Lâm tiến vào Trường An, Tư trực Lý Tùng đang làm Hành Thừa tướng sự, lấy Hưng làm Trưởng sử, lệnh cho ông quay về đón Hán Canh Thủy đế. Chư tướng Lục Lâm là người Sơn Đông , đều khuyên Canh Thủy đế ở lại Lạc Dương. Hưng nói: "Bệ hạ dấy từ Kinh Sở , một sớm lên ngôi, trong khi hùng kiệt ở Sơn Tây tranh nhau giết Vương Mãng, mở cửa quan (tức Hàm Cốc quan) đón rước, sao vậy? Đây là thiên hạ chịu khổ vì chánh trị bạo ngược của họ Vương, nên nhớ đức cũ của (Hán) Cao Tổ đấy. Nay lâu ngày không vỗ về, thần sợ bách tính ly tâm, giặc cướp lại nổi lên. Xuân Thu chép: "Tề Tiểu Bạch nhập Tề" mà không xưng hầu, là vì chưa viếng Thái miếu vậy . Nay có kẻ bàn rằng muốn dẹp Xích Mi xong mới vào quan, là không thấy cái gốc mà tranh cái ngọn, chỉ sợ việc phòng thủ của quốc gia sẽ chuyển đến Hàm Cốc , dẫu nằm ở Lạc Dương, làm sao kê cao gối cho được?" Canh Thủy đế nói: "Trẫm đã quyết định sang tây rồi." Hưng được bái làm Gián nghị đại phu, nhận lệnh vỗ về 3 châu Sóc Phương, Lương, Ích; trở về được bái làm Lương Châu thứ sử. Gặp lúc quận Thiên Thủy phát sanh bạo loạn, thái thú bị giết; Thiên Thủy thuộc Lương Châu, nên Hưng bị liên đới, chịu miễn quan.

## Nương nhờ Ngỗi Hiêu
Sau khi nghĩa quân Xích Mi vào Trường An, diệt chánh quyền Canh Thủy, khiến đường về miền đông tắc nghẽn, Hưng sang phía tây quy thuận Ngỗi Hiêu, được Hiêu trọng đãi, nhưng Hưng lấy làm xấu hổ vì chịu khuất bởi ông ta, nên xưng bệnh không dậy. Hiêu tự thổi phồng bản thân, muốn sánh mình với Chu Văn vương, bèn cùng chư tướng bàn việc tự lập làm vương; Hưng nghe được thì thuyết phục ông ta rằng: "Xuân Thu có câu 'Miệng không nói lời lẽ trung tín là điêu, tai không nghe hòa nhịp ngũ thanh là điếc.'  Gần đây chư tướng tụ hội, chẳng lẽ không ai nói lời trung tín; đại tướng quân nghe lời họ, chẳng lẽ cứ nghe theo mà không suy xét hay sao? Xưa (Chu) Văn vương kế thừa truyền thống đạo đức của tổ tông, lại thêm thông minh tài trí của bản thân, thiên hạ 3 phần chiếm được 2, mà vẫn phụng sự nhà Ân. Đến khi (Chu) Vũ vương nối ngôi, 800 chư hầu không mưu mà họp, đều nói 'Trụ có thể phạt rồi'; nhưng Vũ vương cho rằng chưa rõ mệnh trời, lui binh đợi thời . (Hán) Cao Tổ chinh phạt nhiều năm, vẫn lấy danh nghĩa Bái công điều binh. Nay mỹ đức dẫu sáng tỏ, nhưng không có phúc ấm như nhà Chu; uy vũ dẫu chấn hưng, nhưng chưa có công lao như Cao Tổ, nếu muốn làm việc không thể làm được, sẽ nhanh chóng gặp họa hoạn, chẳng lẽ không phải hay sao? Mong tướng quân xét cho!" Hiêu rốt cục không xưng vương, nhưng đặt thêm nhiều chức vị để tự tôn mình lên. Hưng lại ngăn cản Hiêu rằng: "Chức vụ Trung lang tướng, Thái trung đại phu, Sứ trì tiết đều là quan thuộc của bậc vương giả, chẳng phải chức vụ mà kẻ bề tôi có thể thiết lập. Khổng tử nói: 'Duy khí dữ danh, bất khả dĩ giả nhân.'  Không thể đem cho người ta cái gì, cũng không thể lấy đi thứ gì của người ta. Không thêm được gì, còn tổn hại thanh danh, chẳng phải là ý muốn tôn lên đâu." Hiêu tức giận nên thôi.
Đến khi Hiêu sai con trai Ngỗi Tuân làm con tin của Hán Quang Vũ đế, Hưng nhân đó xin về chôn cất cha mẹ, Hiêu không nghe mà còn dời nhà của ông, đối đãi càng tôn trọng. Hưng vào gặp Hiêu, nói: "Khi trước gặp loạn Xích Mi, cho rằng tướng quân là liêu cựu , nên mới dám gởi mình cho bậc minh đức . Nhờ ơn tái sanh, mới giữ được tính mạng. Hưng nghe nói đạo thờ cha mẹ: còn sống thì chăm sóc theo lễ, đã chết thì chôn cất theo lễ, thờ cúng theo lễ, phụng sự sao cho chu toàn, chẳng dám thiếu sót chút gì. Nay vì cha mẹ chưa chôn cất, nên xin Khất hài cốt , còn được tăng trật, dời nhà, như thế là đem cha mẹ đổi lấy việc ở lại với quyền cao chức trọng, vô lễ quá lắm. Tướng quân sao lại làm vậy!?" Hiêu hỏi: "Hiêu không thể giữ lại bạn cũ ư?" Hưng nói: "Tướng quân giữ đất đai của 7 quận , che chở cho người Khương Hồ, lại ủng hộ bản triều, nên ân đức sâu dày, quyền uy cao trọng. Ngài ra biên thùy là sứ quân chuyên quyền, vào triều đình là bề tôi chân vạc (ý nói tam công). Hưng là người bình thường, không dám cứ mãi lánh đời, nhờ tướng quân tiến cử, chẳng lo không được quan chức, theo tướng quân vào chầu, lo gì chẳng gần hoàng đế, như vậy Hưng không có lý do để phản bội tướng quân. Hưng thỉnh cầu là vì cha mẹ, không thể không đi, xin để lại vợ con để một mình quay về, tướng quân sao còn nghi ngờ?" Hiêu nói: "Tốt lắm!" rồi thúc giục Hưng sửa soạn hành trang, cho phép ông đem theo vợ con.

## Quy thuận Lưu Tú
Năm Kiến Vũ thứ 6 (30), Hưng đến Lạc Dương, được người từng cùng ông ngụ cư ở Lũng Hữu là Thị ngự sử Đỗ Lâm tiến cử, nên Quang Vũ đế trưng ông làm Thái trung đại phu. Đế từng hỏi Hưng về nghi thức tế Giao, rồi nói: "Ta muốn dùng Sấm để đoán định, như thế nào?" Hưng đáp: "Thần không hiểu Sấm." Đế giận nói: "Khanh không hiểu Sấm, là vì nó sai trái phải không?" Hưng sợ hãi nói: "Thần không học sách vở về Sấm, nên không rõ là sai trái hay không?" Đế mới nguôi giận. Hưng nhiều lần bàn chánh sự, nói có sách mách có chứng, lời lẽ ôn hòa nhã nhặn, nhưng ông không ưa Sấm vĩ nên không được trọng dụng.
Năm thứ 9 (33), Hưng được phụng sử làm Giám quân của Chinh nam tướng quân Sầm Bành, Tích nỗ tướng quân Phó Tuấn ở Tân Hương. Gặp lúc Sầm Bành bị thích khách sát hại, Hưng linh doanh trại của ông ta, rồi đi theo Đại tư mã Ngô Hán tấn công Công Tôn Thuật. Sau khi Thuật chết, Hưng nhận chiếu ở lại Thành Đô. Ít lâu sau, Hưng bị Thị ngự sử đàn hặc trong thời gian phụng sử lại mua riêng nô tỳ, bị kết tội, chịu giáng nhẹ (tả chuyển) làm Liên Chước (huyện) lệnh . Bấy giờ chiến loạn vừa xong, quận huyện tan hoang, Hưng muốn đắp thành quách, sửa lễ giáo để dạy dỗ trăm họ, nhưng lại gặp việc, chịu miễn chức.
Hưng rời Liên Chước thì không chịu làm quan nữa, ngụ cư ở Văn Hương thuộc quận Nam Dương để dạy học, được Tam công nhiều lần vời gọi nhưng đều không nhận lời.
Hưng mất ở nhà, không rõ khi nào. Con là Trịnh Huề, cố sự được chép phụ vào liệt truyện của cha.

## Đánh giá
Hưng chuộng Cổ học, nắm rõ Tả thị truyện, Chu lễ, có sở trường về Lịch số; được xếp vào nhóm tông sư đầu đời Đông Hán, tề danh với Đỗ Lâm, Hoàn Đàm, Vệ Hoành. Nhưng Hưng không ủng hộ niềm tin của Quang Vũ đế đối với Sấm vĩ, nên không được trọng dụng.
Tương truyền người học tập Tả thị truyện phần nhiều hưởng ứng thuyết pháp của Hưng, riêng Giả Quỳ được truyền thụ bởi cha là Giả Huy, lập nên 1 phái, đời sau nhắc đến Tả thị truyện thì không thể bỏ qua học thuyết của Trịnh, Giả. Sử gia Phạm Diệp khẳng định vị thế tông sư của Trịnh, Giả đứng vững đến tận đời Lưu Tống.
Trước tác của Hưng ngày nay đều không còn. Trịnh Huyền chú giải Chu lễ đã dẫn một số câu từ Chu lễ giải cổ của Hưng; Mã Quốc Hàn thu nhặt từ nhiều tài liệu mới có được Chu lễ Trịnh đại phu (Hưng) giải cổ 1 quyển, đưa vào bộ tùng thư Ngọc Hàm sơn phòng tập dật thư.